# جيمس كلارك (دبلوماسي)
جيمس كلارك (بالإنجليزية: James Clark)‏ هو دبلوماسي بريطاني، ولد في 12 مارس 1963.